# Orthodes lodebar
Orthodes lodebar là một loài bướm đêm trong họ Noctuidae.